# As Cruel as School Children
Albums de Gym Class Heroes
The Papercut Chronicles
(2006) The Quilt
(2008)
Singles
1. The Queen and I
Sortie : 28 août 2006
2. New Friend Request
Sortie : 28 octobre 2006
3. Cupid's Chokehold
Sortie : 7 novembre 2006
4. Shoot Down the Stars
Sortie : 11 mai 2007
5. Clothes Off!!
Sortie : 27 juillet 2007

As Cruel as School Children est le deuxième album studio des Gym Class Heroes, sorti le 25 juillet 2006.
Le titre de l'opus provient d'un passage de la chanson Scandalous Scholastics qui est dans l'album.
L'album s'est classé 35e au Billboard 200 et a été certifié disque d'or par la Recording Industry Association of America (RIAA) le 9 août 2007.

## Contenu
Tout comme pour Cupid's Chokehold, Clothes Off!! est une reprise arrangée d'une chanson de Jermaine Stewart, sortie en 1986 et intitulée We Don't Have to Take Our Clothes Off.
À première vue, les paroles de la chanson Viva La White Girl pourraient laisser croire qu'elle parle de drogues, mais Travis McCoy a expliqué que la chanson est une métaphore de son amour pour la musique.
Travis McCoy adore Viva La White Girl et Shoot Down the Star, et la chanson préférée de Matt McGinley est On My Own Time (Write On!).

## Liste des titres
| No  | Titre                                                                                    | Contient un (des) sample(s) de                                                 | Durée |
| --- | ---------------------------------------------------------------------------------------- | ------------------------------------------------------------------------------ | ----- |
| 1.  | [1st Period] The Queen and I (featuring Bob McLynn)                                      |                                                                                | 3:15  |
| 2.  | [2nd Period] Shoot Down the Stars                                                        |                                                                                | 3:38  |
| 3.  | [3rd Period] New Friend Request                                                          | We Love Together des Majestic Arrows                                           | 4:14  |
| 4.  | [4th Period] Clothes Off! (featuring Patrick Stump)                                      | We Don't Have to Take Our Clothes Off de Jermaine Stewart                      | 3:55  |
| 5.  | [Lunch] Sloppy Love Jingle, Pt. 1                                                        |                                                                                | 1:52  |
| 6.  | [6th Period] Viva La White Girl                                                          | St. Elmo's Fire de Michael Franks What You Won't Do for Love de Bobby Caldwell | 3:53  |
| 7.  | [7th Period] 7 Weeks (featuring William Beckett)                                         |                                                                                | 3:51  |
| 8.  | [8th Period] It's OK, But Just This Once!                                                |                                                                                | 3:10  |
| 9.  | [Study Hall] Sloppy Love Jingle, Pt. 2                                                   |                                                                                | 1:01  |
| 10. | [10th Period] Biters Block (featuring Speech)                                            |                                                                                | 3:48  |
| 11. | [Yearbook Club] Boys in Bands Interlude                                                  |                                                                                | 0:59  |
| 12. | [12th Period] Scandalous Scholastics (featuring The Kids of Crush High)                  |                                                                                | 4:17  |
| 13. | [13th Period] On My Own Time (Write On!)                                                 |                                                                                | 4:42  |
| 14. | [Intramurals] Cupid's Chokehold (New Version) (featuring Rand Bellavia et Patrick Stump) |                                                                                | 4:04  |
| 15. | [Detention:] Sloppy Love Jingle, Pt. 3                                                   |                                                                                | 2:15  |

| 13. | Cupid's Chokehold | Breakfast in America de Supertramp | 4:00 |

## Personnel
- Travis McCoy : chanteur/rappeur
- Disashi Lumumba-Kasongo : guitare
- Matt McGinley : batterie
- Ryan Geise : basse